# Huanchillas
Huanchillas är en ort i Argentina.   Den ligger i provinsen Córdoba, i den centrala delen av landet, 500 km väster om huvudstaden Buenos Aires. Huanchillas ligger 161 meter över havet och antalet invånare är 1 020.
Terrängen runt Huanchillas är mycket platt. Runt Huanchillas är det mycket glesbefolkat, med 7 invånare per kvadratkilometer.. Det finns inga andra samhällen i närheten.
Trakten runt Huanchillas består till största delen av jordbruksmark.